# Siboglinum fedotovi
Siboglinum fedotovi är en ringmaskart som beskrevs av Ivanov 1957. Siboglinum fedotovi ingår i släktet Siboglinum och familjen skäggmaskar. Inga underarter finns listade i Catalogue of Life.